# Table de jeu

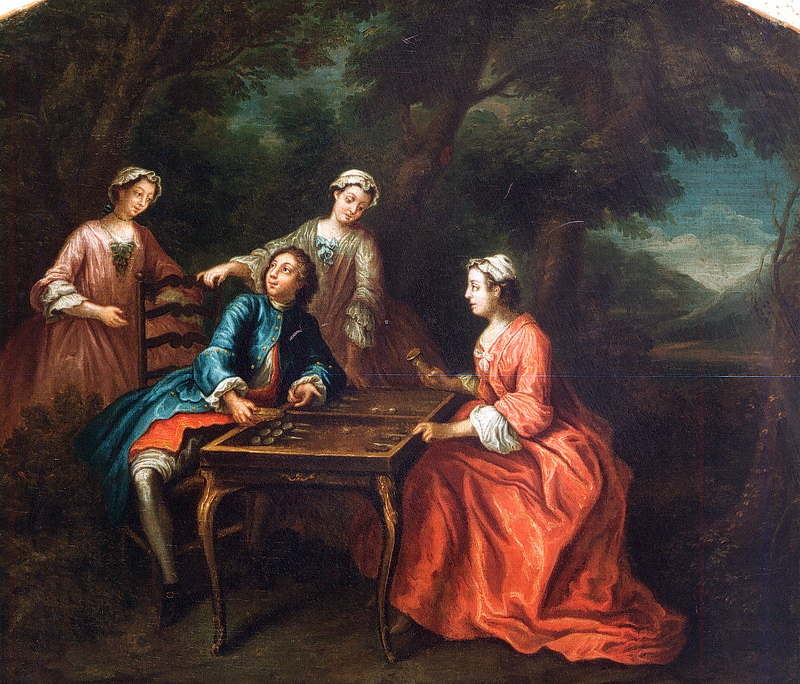
Tableau du XVIII de Paul-Joseph Delcloche, représentant une table de trictrac.

Une table de jeu est une pièce de mobilier spécialisée, apparue dans sa version occidentale au XVIe siècle Sa forme s'adapte au jeu qu'elle est destinée à accueillir et donc au nombre de joueurs : elle est selon les cas triangulaire (brelan), pentagonale (reversis), carrée ou ronde. Elle est quelquefois conçue pour héberger plusieurs jeux. Elle est alors dotée d'un plateau ouvrant par le milieu ou le côté, ou coulissant et d'un tiroir destiné à recueillir les pièces du jeu : pions de dames, pièces d'échecs, etc.
Les plus riches d'entre elles sont des tables de trictrac.

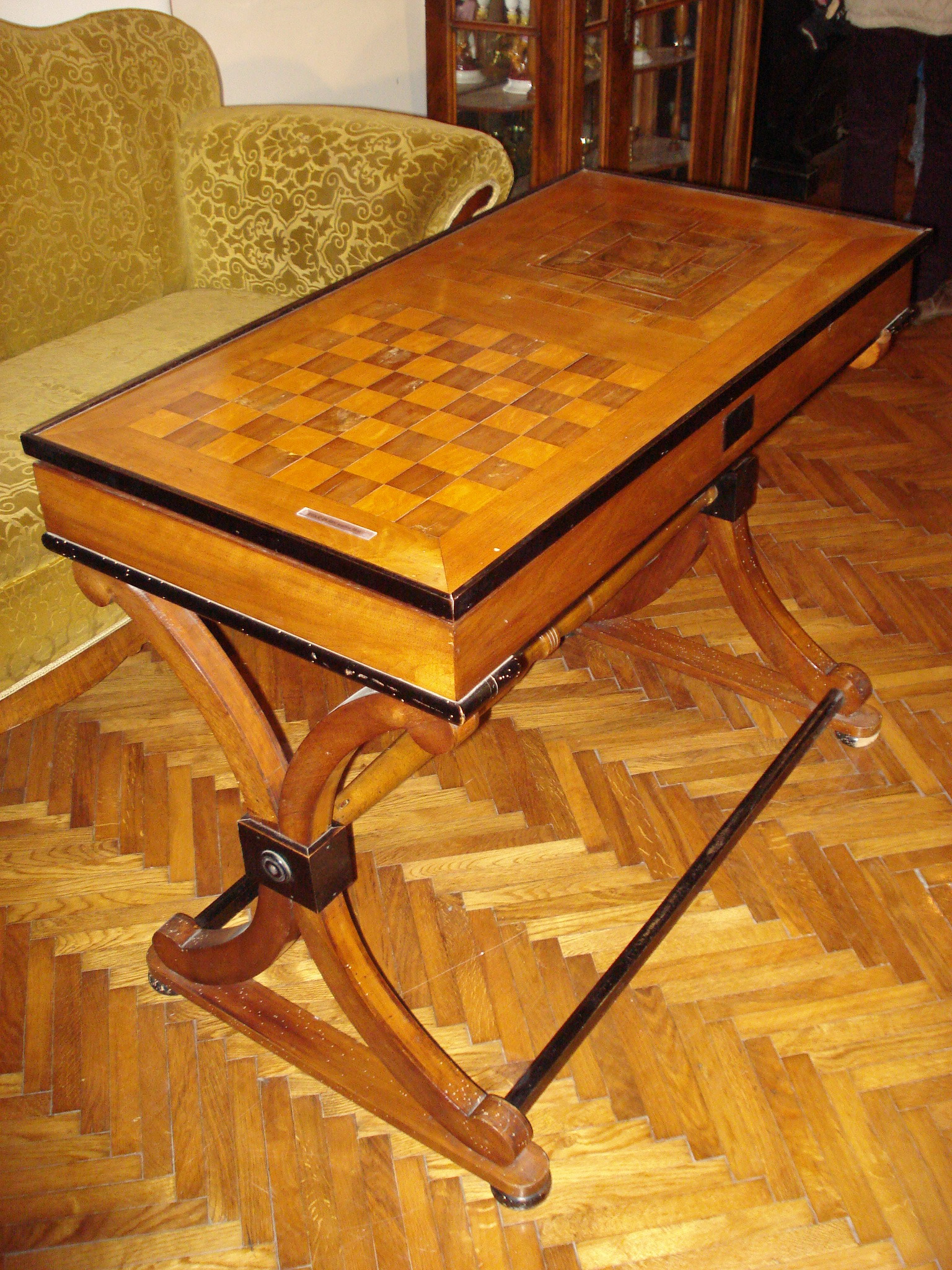
Table de jeu croate combinant un échiquier et un tablier de marelle.
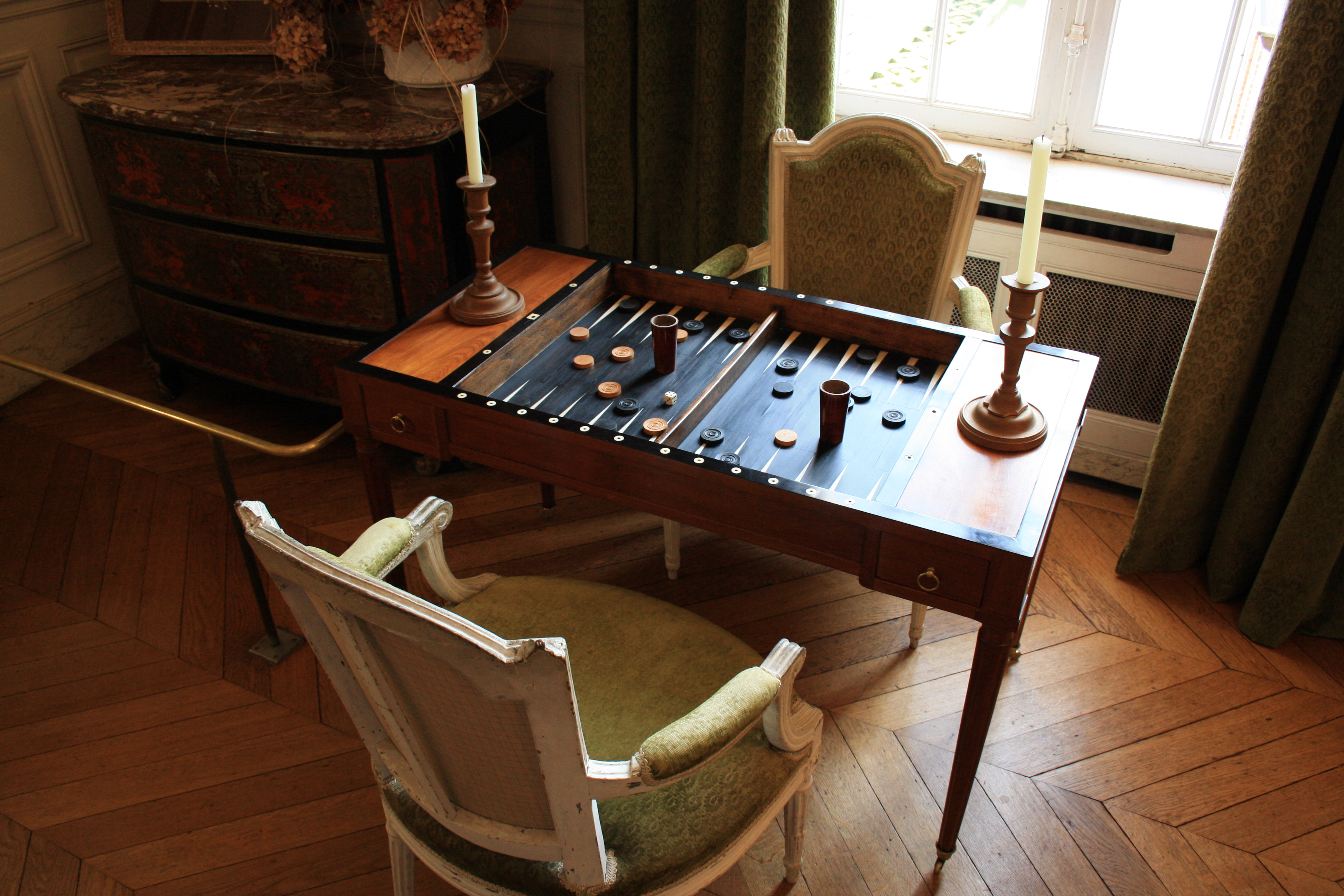
Table de trictrac au chateau de Breteuil.
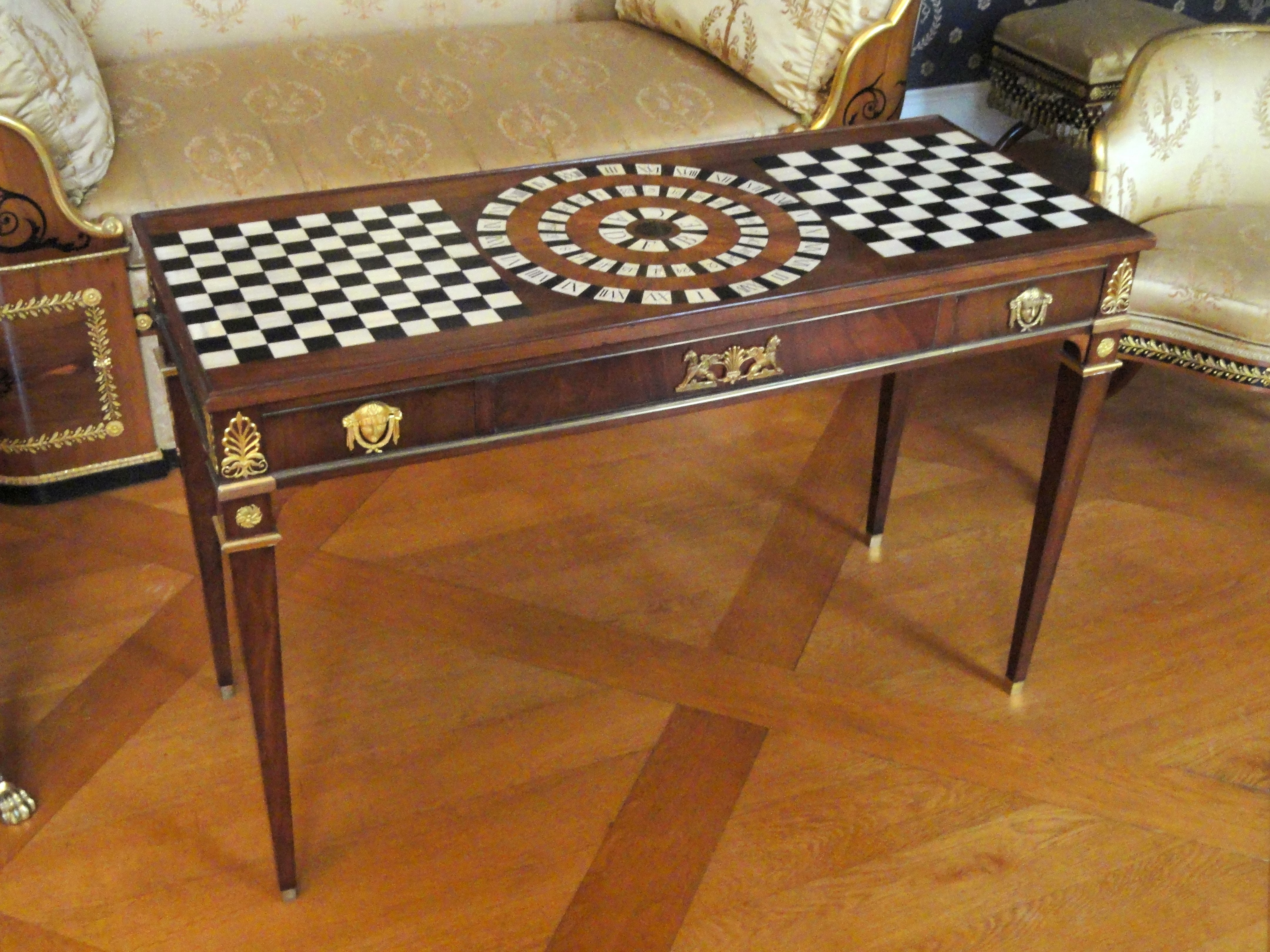
Table de jeu à Munich.